# RollerCoaster Tycoon 3
RollerCoaster Tycoon 3 là một game mô phỏng xây dựng và quản lý. Đây là phần thứ ba trong sê-ri RollerCoaster Tycoon, được phát hành lần đầu vào ngày 2 tháng 11 năm 2004; ở Bắc Mỹ. RollerCoaster Tycoon 3 giao người chơi phụ trách quản lý công viên giải trí; xây dựng hoặc phá hủy tàu lượn, dễ dàng điều chỉnh địa hình và cảnh quan, và giá cả có thể được kiểm soát để giữ cho du khách hoặc "peeps" hạnh phúc.
RollerCoaster Tycoon 3 có hai phương pháp chơi. Trong chế độ nghề nghiệp, người chơi phải hoàn thành các mục tiêu được xác định trước trong các tình huống được thiết kế trước. Trong chế độ sandbox mới được thêm vào, players người chơi có thời gian và tiền bạc không giới hạn để tạo công viên và tàu lượn tùy chỉnh của riêng mình. Các tính năng được giới thiệu trong sê-ri bao gồm khả năng nhập và xuất các điểm tham quan tùy chỉnh, thiết kế kịch bản và peeps tùy chỉnh, cũng như thiết kế tàu lượn siêu tốc trong trò chơi và thế giới ba chiều hoàn toàn mà người chơi có thể nhìn từ mọi góc độ.
Năm 2016, Atari tiếp tục dòng game này với phần thứ tư, RollerCoaster Tycoon World, với sự đón nhận phần lớn mang tính tiêu cực. Frontier, nhà phát triển RCT3, đã phát hành Planet Coaster, người kế thừa tinh thần, nhận được xếp hạng tốt hơn đáng kể.

## Lối chơi

Một công viên chủ đề phương Tây với tàu lượn gỗ.

Giống như các phần trước trong dòng game, RollerCoaster Tycoon 3 là một trò chơi mô phỏng và chiến lược, trong đó người chơi quản lý tất cả các khía cạnh của công viên giải trí bằng cách xây dựng hoặc loại bỏ tàu lượn, cảnh quan và tiện nghi, đặt cửa hàng và cơ sở, điều chỉnh tài chính của công viên, thuê nhân viên, và giữ cho du khách công viên, được gọi là "peeps", hạnh phúc. RollerCoaster Tycoon 3 có hai chế độ chơi chính. Chế độ nghề nghiệp có các tình huống trong đó người chơi phải hoàn thành các mục tiêu, chẳng hạn như gây ấn tượng với một người nổi tiếng đang đến thăm hoặc đạt được xếp hạng công viên nhất định. Mỗi kịch bản có ba cấp độ mục tiêu, được xếp hạng là Apprentice, Entrepreneur và Tycoon; cấp độ càng cao, mục tiêu càng khó hoàn thành. Một phần ba kịch bản có thể chơi được từ đầu, phần còn lại được mở khóa khi người chơi hoàn thành các mục tiêu ở mỗi cấp. Chế độ chơi thứ hai là chế độ sandbox. Người chơi được cấp một mảnh đất rộng lớn, trống rỗng và không giới hạn kinh phí để xây dựng các công viên tùy chỉnh của riêng mình. Tuy nhiên, đất được đưa ra trong chế độ này bị hạn chế vì không thể mở rộng.

Tính năng CoasterCam trong game.

RollerCoaster Tycoon 3 giới thiệu thêm những tính năng mới về lối chơi trong dòng game này như CoasterCam, cho phép người chơi "lái" tàu lượn siêu tốc và các trò tàu lượn khác, và MixMaster, cho phép người chơi phối hợp các buổi trình diễn pháo hoa và hẹn giờ nghe nhạc trong trò chơi. Không giống như hai phiên bản trước của game, RollerCoaster Tycoon và RollerCoaster Tycoon 2, khách tới chơi đều được gọi là "peeps", đến các nhóm và thể hiện sự khác biệt về giới tính và tuổi tác, bao gồm trẻ em, thanh thiếu niên và người lớn. Một chu kỳ ngày/đêm làm thay đổi nhân khẩu học của peeps trong công viên; trò tàu lượn vào ban đêm hấp dẫn thanh thiếu niên, trong khi những trò thú nhún ban ngày thu hút các gia đình có trẻ em. Peeps có thể bị tổn hại và bị thương khi đâm xe, nhưng sẽ không bao giờ chết như trong các tựa game trước, và nếu được đặt trong nước, họ sẽ bơi ra ngoài. Khi xe trật bánh khỏi đường ray, chúng phát nổ sau một thời gian ngắn, trong khi trong các trò chơi cũ hơn, chúng phát nổ khi tiếp xúc. Hơn nữa, một tính năng đã được thêm vào, sau khi nhập mã cheat, mọi người có thể sử dụng Peep Cam từ đó họ có thể nhìn thấy công viên qua đôi mắt của peeps.  Công viên hiện có thời gian mở và đóng cửa, và thời gian trong ngày được hiển thị. Phong cảnh được chia thành các chủ đề để tùy chỉnh các công viên, với các tác phẩm khoa học viễn tưởng phương tây-, ma quái-, tiền sử-, nhiệt đới (Paradise Island)- atlantis- và các chủ đề phiêu lưu. Một tính năng khác là khả năng nhập những mẫu tàu lượn siêu tốc từ các bản trước trong sê-ri vào RollerCoaster Tycoon 3. Trò chơi sử dụng đồ họa 3D toàn diện thay vì đồ họa isometric của các bản trước; điều này có nghĩa là người chơi có thể xoay và phóng to tầm nhìn của công viên ở bất kỳ mức độ nào. Tuy nhiên, có một tùy chọn để sửa góc quay của camera thành một góc định sẵn, như trong các bản trước. Định hình đất 3D cũng có sẵn để tạo núi và đồi bên trong công viên, cũng như khả năng thay đổi các phần của đất thành nước.

## Phát triển
Mặc dù các tính năng cốt lõi của Roller Coaster Tycoon 3 dựa trên các phần trước đây, Chris Sawyer, nhà phát triển của hai phần đầu tiên, chỉ đóng vai trò tư vấn, vì trò chơi được Frontier Developments phát triển và Atari phát hành và kể từ lúc Sawyer bận phát triển tựa game Chris Sawyer's Locomotion tại thời điểm đó.

### Bản mở rộng
Hai bản mở rộng dành cho RollerCoaster Tycoon 3 đều được phát hành – Soaked! và Wild!. Bản gộp, RollerCoaster Tycoon 3 Gold, cũng được tung ra, gồm luôn cả bản gốc và bản mở rộng Soaked!; tiếp theo là RollerCoaster Tycoon 3 Platinum (Deluxe dành cho phiên bản EU của game), gồm cả bản mở rộng và bản gốc.  RollerCoaster Tycoon 3 Platinum có sẵn cho Windows và macOS.
Soaked!, bản mở rộng đầu tiên, cho phép người chơi xây dựng các công viên nước, bao gồm bể bơi, máng trượt nước và thủy cung dưới nước, đồng thời thêm nhiều trò tàu lượn và cảnh vật vào bản gốc như khả năng tạo thác nước. Sử dụng tính năng MixMaster, bản mở rộng còn cho phép người chơi tự tạo màn hình máy bay phản lực nước và điều phối chúng theo nhạc. Soaked! nhận được đánh giá trung bình 79 trên Metacritic.
Wild!, bản mở rộng thứ hai, cho phép người chơi xây dựng vườn thú và tàu lượn safari, tương tự Zoo Tycoon trong bối cảnh công viên giải trí, trong đó động vật có thể được đặt, và thêm nhiều loại tàu lượn và cảnh vật vào bản gốc. Ngoài ra, nó đã giải quyết một số lời chỉ trích về phần đầu tiên, chẳng hạn như không thể xây dựng ngầm, có sẵn mà không có bản mở rộng dưới dạng bản vá lỗi vừa được cập nhật. Wild! nhận được đánh giá trung bình 71 trên Metacritic.

### Bản di động
Nhà phát triển Frontier  đã phát hành bản port iOS của RollerCoaster Tycoon 3 vào ngày 12 tháng 8 năm 2015.

## Đón nhận

### Phát hành
RollerCoaster Tycoon 3 nhận được đánh giá tích cực. Trò chơi có xếp hạng trung bình 81/100 tại Metacritic và 84% tại GameRankings. Các ấn phẩm như GameSpot và Computer Gaming World nói chung rất tích cực về trò chơi trích dẫn nhiều tính năng mới của nó. Tuy nhiên, người hâm mộ của phần đầu tiên và phần thứ hai trong dòng game có xu hướng phê bình nhiều hơn. Một số lời chỉ trích khác xuất phát từ lỗi và các vấn đề kỹ thuậ, như sự cố game, camera bị đóng băng, nhân viên bị mắc kẹt trên lan can, tốc độ khung hình thấp và trục trặc đồ họa chủ yếu gây ra khi điều chỉnh cảnh quan.
Các biên tập viên của Computer Gaming World đã đề cử RollerCoaster Tycoon 3 là "Strategy Game of the Year (General)" năm 2004, dù nó để lọt danh hiệu này vào tay The Sims 2. Họ đã viết rằng nó "vượt qua sự sụp đổ năm thứ hai của loạt game với trạng thái thiết kế nghệ thuật tuyệt vời."

### Doanh số
Theo The NPD Group, RollerCoaster Tycoon 3 là trò chơi máy tính bán chạy thứ chín năm 2004. Nó khẳng định vị trí thứ năm trên bảng xếp hạng hàng năm của NPD cho năm tiếp theo. Trò chơi cũng nhận được giải thưởng doanh số "Bạc" từ Hiệp hội Entertainment and Leisure Software Publishers Association (ELSPA), cho thấy doanh số ít nhất 100.000 bản tại Vương quốc Anh. Vào tháng 6 năm 2015, CEO David Braben của Frontier cho biết tựa game này đã bán được "hơn 10 triệu bản".

## Kiện tụng
Năm 2007, Atari, Inc. đã tham gia vào một vụ kiện chống lại Frontier Developments, nhà phát triển game và Chris Sawyer. Trong thời gian đó, Atari tuyên bố rằng Sawyer đã vi phạm hợp đồng khi anh giúp Frontier phát triển phiên bản nâng cao của trò chơi. Vụ kiện đã kết thúc với một sự dàn xếp của tòa án.
Tháng 1 năm 2017, TMZ đưa tin rằng Frontier đã kiện Atari vì không trả cho công ty đủ tiền bản quyền cho trò chơi. Khi Atari nộp đơn xin phá sản vào năm 2013, Frontier đã sửa đổi hợp đồng của mình về cách trả tiền bản quyền trong tương lai. Atari đã trả cho Frontier 1,17 triệu đô la đến nay cho RollerCoaster Tycoon 3, nhưng Frontier nhận thấy từ Steam Spy doanh số của RollerCoaster Tycoon 3 lớn hơn nhiều so với Atari tuyên bố, và theo hợp đồng mới, Frontier sẽ nợ thêm 2,2 triệu đô la. Frontier tìm cách có quyền kiểm toán hồ sơ của Atari và yêu cầu tiền bản quyền bổ sung mà nó đang nợ. Giám đốc điều hành của Frontier David Walsh đã xác nhận báo cáo này trong những lần phát biểu với Eurogamer và GameSpot, nói rằng trước đó họ đã cố gắng giải quyết vấn đề mà không có hành động pháp lý kể từ tháng 4 năm 2016. Sau đó, vào tháng 5 năm 2018, Eurogamer đưa tin rằng game này đã bị rút khỏi cả Steam và GOG do "quyền hết hạn".